# Luigi Campedelli
Luigi Campedelli (Castelnuovo di Garfagnana, 13 gennaio 1903 – Firenze, 9 giugno 1978) è stato un matematico italiano, uno dei rappresentanti della scuola italiana di geometria algebrica.

## Biografia
Nasce nel capoluogo della Garfagnana da Aristide ed Emma Pardi; qui trascorre gli anni giovanili, mentre compie poi gli studi secondari all'Istituto Tecnico di Lucca. Si iscrive poi all'Università di Pisa dove ha come docente Eugenio Bertini; successivamente si trasferisce all'Università di Roma, dove si laurea in matematica sotto la guida di Federigo Enriques con una tesi pubblicata dall'Accademia dei Lincei.
Inizia subito dopo la sua carriera accademica come assistente di Guido Castelnuovo. Nel 1934 ottiene la cattedra di Geometria Analitica e Proiettiva all'Università di Cagliari; nel 1937 si trasferisce all'Università di Firenze, dove insegna fino alla fine della carriera accademica nel 1973. Entro l'Università fiorentina è Preside della facoltà di architettura e, per un decennio, pro-rettore. La morte lo coglie pienamente attivo, come membro della commissione del Ministero della Pubblica Istruzione per la stesura di nuovi programmi di Matematica per la scuola media.
I suoi interessi di ricerca hanno riguardato la geometria algebrica e in particolare lo studio delle superfici, studio al quale era stato avviato da Federigo Enriques. Con Enriques ha pubblicato il trattato Lezioni sulla teoria delle superfici algebriche. Con il suo nome sono chiamate le superfici generali di genere geometrico 0 da lui trovate nel 1932.
La sua attività didattica lo portò a sviluppare un forte impegno educativo e, a partire dall'inizio della sua docenza fiorentina, a scrivere vari testi scolastici ampiamente adottati e apprezzati. Intorno al 1949 si collocano le prime pubblicazioni su questioni pedagogiche più generali riguardanti gli insegnamenti scientifici. In questo ambito egli si impegnò anche sul piano organizzativo: fu presidente della Consulta del Centro Didattico Nazionale di studi e documentazione di Firenze e presidente della Commissione Italiana per l'Insegnamento della Matematica (CIIM) dell'Unione matematica italiana (UMI).
Luigi Campedelli fu membro di varie accademie.

## Riconoscimenti
Gli è stato dedicato l'I.T.E.T. (Istituto Tecnico Economico e Tecnologico) di Castelnuovo di Garfagnana.

## Opere
- Lezioni di Geometria, Edizioni Cedam
- Fantasia e Logica nella Matematica, Feltrinelli, 1966.
- La geometria dei parallelogrammi, Le Monnier, 1972.
- Cultura matematica ed insegnamento elementare, Feltrinelli, 1978.